# Продуктова диференциация
Продуктова диференциация е понятие от икономиката и маркетинга, предложено от Едуард Чембърлин през 1933 година в неговата Теория на монополистичната конкуренция.
Продуктовата диференциация е процесът на разработване на дадена пазарна оферта, така че да бъде по-привлекателна за определена целева група от потребители, като продуктът се разграничава от своите конкурентни аналози на пазара и от другите предлагани от фирмата продукти. В рамките на този процес се описват разликите между този продукт и останалите сравними с него, с цел да се демонстрират уникалните му аспекти и да се създаде у потребителя усещане за ценност, свързано с притежаването на този продукт.
От икономическа гледна точка, успешната продуктова диференциация води до ситуация на монополистична конкуренция, която е несъвместима с условията на съвършената конкуренция, едно от изискванията за която е продуктите на пазарните конкуренти да бъдат съвършени заместители.
Основните различия, които обуславят продуктовата диференция, са:
- разлики в качеството, които обикновено се съпътстват от разлики в цената,
- разлики във функционалностите или продуктовия дизайн,
- рекламни и промоционални дейности на продавачите,
- разлики в достъпа до продуктите по отношение на време и място на покупката,
- неведение у купувачите по отношение на съществени характеристики и качества на продуктите, които закупуват.

Диференциацията е резултат от възприемането на разликите от страна на потребителите, затова и нейната цел е да се разработи пазарна позиция, която потенциалните купувачи да разглеждат като уникална. Това означава, че конкуренцията между продуктите не се основава на цената, а на други неценови фактори като характеристики на продукта, дистрибуционна политика, промоционална кампания.